# Ross Roy
Ross Roy è un ouverture per banda del compositore olandese Jacob de Haan, scritta nel 1997.

## Origine
A Jacob de Haan fu chiesto di comporre questo concerto per la "St. Peters Wind Symphony" di Brisbane, in Australia. Ross Roy è la villa monumentale di tardo Ottocento dove fu fondato nel 1945 il Collegio di Saint Peters Lutheran. La villa è sempre rimasta il simbolo della scuola. In questa composizione, Jacob de Haan vede Ross Roy come una metafora per gli anni trascorsi a scuola (un monumento nel tempo), dove viene formata la personalità di ciascuno.

## Struttura e temi
Il tema di apertura che il compositore chiama ha inizialmente caratteristiche monumentali. La mozione ritmica all'inizio della sezione successiva è simile al "Tempo di Marcia". Questo movimento, accompagnato da ripetizioni di suoni, è una metafora per indicare la struttura e la disciplina nella scuola. Questa è l'introduzione ad un tema di marcia, simbolo del passaggio attraverso il miglioramento all'esame finale.
Poi, il tema di Ross Roy si occupa nuovamente, ora in maniera giocosa, di variazioni di umore. Come se il compositore stesse dicendo che ci dovrebbe essere il tempo anche per un sorriso nella scuola. Lo stesso tema è ripreso in chiave maggiore e con un tempo più lento nella sezione seguente, esprimendo orgoglio e sicurezza di sé. Questa è anche l'introduzione alla sezione media espressiva che rappresenta amore, amicizia e comprensione reciproca.
Successivamente si ritorna al tema di marcia in una costruzione lievemente alterata. I suoni orientali, che costituiscono la modulazione al tema finale, sono simboli della diversità di culture nella scuola. Il tema caratteristico finale suona solenne, ma gira su un'apoteosi gioiosa. Non è una coincidenza che la cadenza finale ricordi la chiusura di un'ouverture tradizionale, per la quale gli anni scolastici possono essere considerati l'"ouverture" del resto della vita di tutti noi. La prima di "Ross Roy" fu condotta da Jacob de Haan a Brisbane, il 22 agosto 1997.